# Tân Hoảng
Huyện tự trị dân tộc Động-Tân Hoảng (tiếng Trung: 新晃侗族自治县; bính âm: Xīnhuang dòngzú zìzhìxiàn, Hán Việt: Tân Hoảng Động tộc tự trị huyện) là một đơn vị hành chính trực thuộc địa cấp thị Hoài Hóa, tỉnh Hồ Nam, Trung Quốc. Năm 2004, dân số phi nông nghiệp của huyện là 33.833 người. Người Động chiếm 70% và người Miêu chiếm 5% tổng dân số của huyện. Trước đây, huyện từng có tên là Tĩnh Châu hay Tĩnh huyện. Huyện lị nằm tại trấn Tân Hoảng.

### Trấn
- Tân Hoảng (新晃镇)
- Ba Châu (波洲镇)
- Ngư Thị (鱼市镇)
- Trung Trại (中寨镇)

### Hương
| - Hưng Long (兴隆乡) - Đại Loan La (大湾罗乡) - Phương Gia Đồn (方家屯乡) - Yến Gia (晏家乡) - Lâm Xung (林冲乡) - Thiên Đường (天堂乡) | - Hoàng Lôi (黄雷乡) - Lương Tán (凉伞乡) - Đẳng Trại (凳寨乡) - Trà Bình (茶坪乡) - Tân Trại (新寨乡) - Cống Khê (贡溪乡) | - Phù La (扶罗乡) - Lý Thụ (李树乡) - Hòa Than (禾滩乡) - Bích Lãng (碧朗乡) - Động Bình (洞坪乡) |

### Hương dân tộc
- Hương dân tộc Miêu - Bộ Đầu Hàng (步头降苗族乡)
- Hương dân tộc Miêu - Mễ Bối (米贝苗族乡)